# Aglaia barbanthera
Aglaia barbanthera là một loài thực vật thuộc họ Meliaceae. Loài này có ở Indonesia và Papua New Guinea.